# Zubní plak

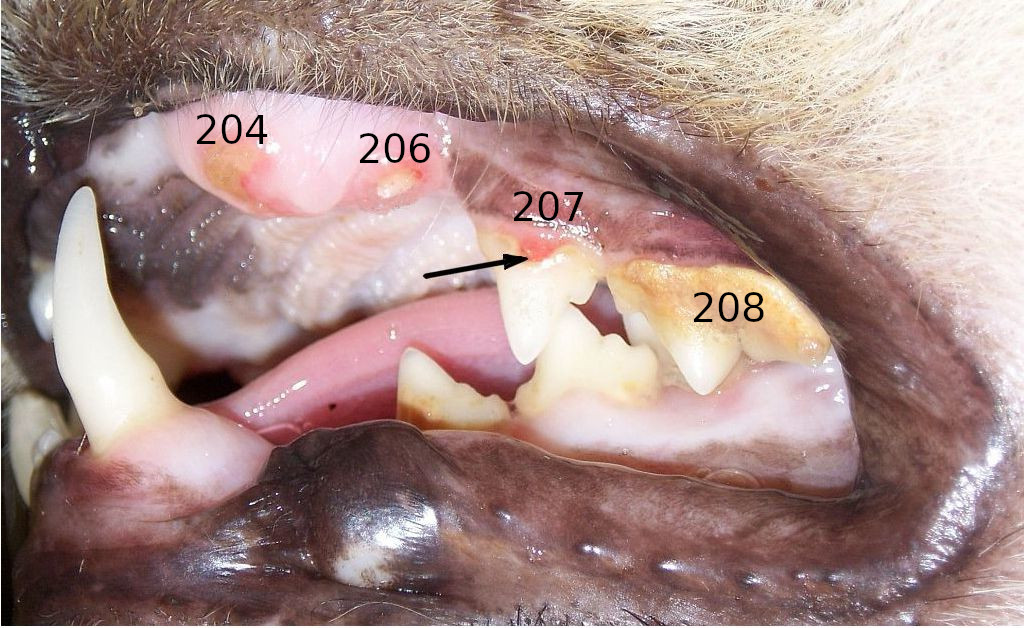
Zubní plak jako P3 na obrázku

Zubní plak (bakteriální plak) je měkká a do jisté míry neviditelná vrstva, která se tvoří na zubech a hlavně na okrajích dásní. Usazují se zde také mikroorganismy způsobující rozklad sacharidů na organické kyseliny, které spolu s bakteriálními enzymy odvápňují sklovinu, což způsobuje zubní kaz.
Dále poškozuje upevnění zubu v kosti - působením bakteriálních enzymů, které napadají parodont, neboli vazivová vlákna, která spojují kořen zubu s kostním lůžkem a dále i zubní krček zubu s dásní. Kvůli bakteriím nejprve vzniká chronický zánět dásně. Parodontální problémy přichází pomaleji, ale při delším působení plaku dochází i k vývoji parodontózy.
Bolest zubu je způsobena poškozením zuboviny (dentinu), která je situována pod sklovinou (email). Dráždivé látky, které se z něj uvolňují, způsobují zčervenání, podráždění a otoky dásní. Do zubního plaku se později ukládají minerální látky a vzniká tzv. zubní kámen.
Omezit vzniku zubního plaku lze pravidelnou zubní hygienou, hlavně čištěním zubů pomocí správného zubního kartáčku.